# Polittico di Grumello de' Zanchi
Il Polittico di Grumello de' Zanchi è formato da cinque tavole dipinte a olio di Vittore Carpaccio, e presso chiesa parrocchiale di Santa Maria Assunta di Grumello de' Zanchi, frazione di Zogno.

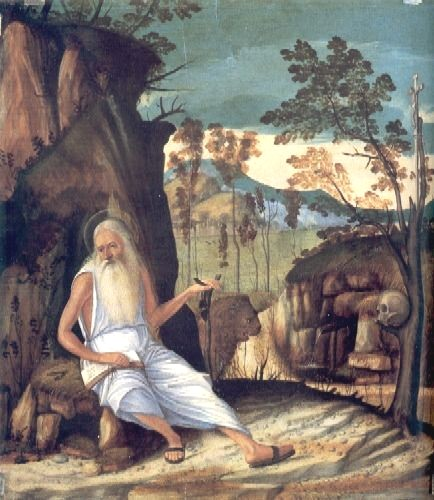
Tavola di san Gerolamo del polittico di Vittore Carpaccio

## Storia
Vittore Carpaccio fu un pittore che lavorò a cavallo dei due secoli: il Quattrocento e il Cinquecento, periodi ricchi di importanti sviluppi della pittura e dell'arte. Ma questo non cambiò la caratteristica pittorica del Carpaccio che già in precedenza creava pitture con un'ascendenza di natura fiamminga, dove la cura prospettica e dei particolari erano importanti e sempre curati. Il Carpaccio fu definito un raccoglitore per la sua indole solitaria ma curiosa, sempre alla ricerca di messaggi che potevano venire dall'ambiente che lo circondava. La terra bergamasca, diventata dominio veneziano dopo il 1428, accolse molti artisti veneziani, nonché opere che erano state commissionate dai migranti bergamaschi che avendo trovato fortuna a Venezia, commissionavano opere agli artisti per adornare le chiese dei luoghi d'origine, e per mostrare la raggiunta migliore posizione sociale. Vi era quindi nelle committenze la richiesta non solo di aver ottime esecuzioni, ma che fossero adatte ai valligiani e quindi che rispondessero a determinati canoni di semplicità e d'immediata comprensione. L'opera potrebbe esser stata commissionata dalla famiglia Zanchi, importante famiglia del territorio fondatrice del paese come indicato nel toponimo. Le tavole che lo compongono furono dipinte a Venezia e trasportate via acqua e poi sui sentieri di montana.
L'opera originariamente era completata dalla statua raffigurante la Madonna Assunta posta al centro, e ospitato come pala dell'altare maggiore dell'abside. Nei secoli le tavole furono divise e ricomposte in differente posizione 
Forse impreziosito da una statua della Madonna Assunta al centro, in origine è probabile che il polittico decorasse la parete absidale della chiesa parrocchiale di Grumello de' Zanchi, ma nel corso del tempo le tavole cambiarono frequentemente la loro collocazione e disposizione, venendo divise e riunite in nuove forme.
Il polittico non viene citata nei testi degli storici dell'arte fino a un disegno che ne fece Giacomo Carrara. Questa mancanza rende impossibile una certa ricostruzione sull'originale disposizione. Anche la datazione che pare certa per i due pannelli raffiguranti i santi nel 1496, sarebbe da posticipare per le due tavole raffiguranti i santi asceti. Il primo restauro del 1932 fu eseguito da Mauro Pelliccioli, poi nel 1955 da Dante Paravisi. Nel 1973 il politico fu rubato, ritrovato l'anno successivo e poi nuovamente restaurato nel 1975 da Antonio Benigni.
Il polittico è stato oggetto di restauro da parte della Fondazione Creber che ha non solo ripristinato la pittura ma corretto gli errori che erano fatti nei precedenti restauri.

## Descrizione
Il polittico si compone di cinque pannelli disposti su tre ordini. Le tavole si presentano di misure differenti. I santi sono infatti di misure superiori e sono d'ottima esecuzione.
incantata; e che plastica bellezza nei panneggi, inspirati, direi, dagli scultori dalmati e dal Rizzo; e in quel motivo del braccio e della mano involtati nel manto: un pensiero formale tanto caro a tutti i grandi italiani da Giotto in poi»
(Roberto Longhi - Per un catalogo del Carpaccio- 1932)
Seguirono le medesime considerazioni sulle tavole dei santi Giacomo e Giovanni
(Luca Zampelli)
Le due tavole raffiguranti i santi Giovanni Evangelista e Giacomo Maggiore, sono quindi considerate di ottima esecuzione, anche se si presentano con scabra semplicità, così come era voluto dalla committenza, pare che siano due manichini avvolti in questi grandi drappi rigidi, che pare li sorreggano. Il dubbio della loro posizione sul polittico è data dallo sguardo che per entrambi è rivolto a destra. San Giovanni è raffigurato con accanto l'aquila e un libro dei vangeli, mentre Giacomo è raffigurato in età più avanzata intento nella lettura dei vangeli. Le tavole di san Gerolamo e Antonio abate erano quelle maggiormente ammalorate. Entrambi sono posti in un ambiente desertico, ai piedi di montagne che lontano appaiono. Accanto a san Gerolamo gli attributi che lo rendono riconoscibile: il leone a cui tolse la spina e il teschio. Sant'Antonio abate ha vicino la croce a forma di Tau, la campanella e il maiale.
La tavola raffigurante Dio Padre è ospitata in posizione defilata e sarebbe considerata una copia e non più la tavola originale.